# Chlum (Chlum-Korouhvice)
Chlum (německy Chlum) je východní část obce Chlum-Korouhvice v okrese Žďár nad Sázavou. V roce 2009 zde bylo evidováno 18 adres. V roce 2001 zde trvale žilo 43 obyvatel.
Chlum je také název katastrálního území o rozloze 2,21 km2.